# Tony Cliff
Pour les articles homonymes, voir Gluckstein.
Ygael Gluckstein, dit Tony Cliff, né le 20 mai 1917 en Palestine et mort le 9 avril 2000 dans le Grand Londres, est un théoricien marxiste et militant trotskiste.
Originaire de Palestine, il est fondateur du Parti socialiste des travailleurs (SWP) en Angleterre. 

## Biographie
Ygael Gluckstein naît en Palestine — alors territoire ottoman — au sein d'une famille d'immigrants sionistes de gauche. Bien que sympathisant communiste durant son adolescence, il n'adhère pas au Parti communiste palestinien, mais à Hachomer Hatzaïr, une organisation sioniste de gauche. 
Il évolue cependant vers le trotskisme et se montre partisan de la construction d'un mouvement ouvrier unissant travailleurs arabes et juifs de la Palestine. Rompant avec le sionisme, il rejoint, avec d'autres militants de Hachomer Hatzaïr, la Ligue communiste révolutionnaire palestinienne, une organisation trostkiste clandestine. 

### Apatride
Marié à une Britannique, Tony Cliff peut devenir résident permanent au Royaume-Uni, mais il ne parvient pas à en obtenir la citoyenneté et demeure apatride jusqu'à la fin de ses jours,. 

## Trotskisme
Durant la Seconde Guerre mondiale, il est arrêté par les autorités britanniques — qui administrent alors la Palestine mandataire. Après sa libération, alors que la Palestine sombre en pleine guerre civile, il émigre au Royaume-Uni, où il s'installe définitivement après une période d'exil forcé en Irlande. Il milite alors au sein du Revolutionary Communist Party, la section britannique de la IVe Internationale. 
Après la guerre, les trotskistes sont divisés. Comment analyser l'extension du système de l'URSS en Europe de l'Est, alors que Trotsky était certain que la bureaucratie stalinienne ne pouvait pas survivre à la guerre ? Tony Cliff présente une réponse particulière à cette question. Il analyse l'expansionnisme soviétique comme un nouvel impérialisme et considère que sous une forme juridique nouvelle et un vocable « marxiste », la domination des travailleurs à l'Est est dans son essence la même que celle en Occident.
Vers la fin des années 1940, Tony Cliff développe sa théorie caractérisant l'URSS comme un « capitalisme d'État », ce qui aboutit à son exclusion de la Quatrième Internationale.

### SWP
Cliff et un petit groupe de sympathisants, le Socialist Review Group, fonde alors son propre courant, aujourd'hui représenté par le SWP britannique et la Tendance socialiste internationale (International Socialist Tendency, en anglais).

## Écrits
Il écrit de nombreux livres, dont une histoire de la grève générale de 1926 en Grande-Bretagne, une histoire marxiste du Parti travailliste, une biographie de Rosa Luxemburg, une biographie en trois tomes de Lénine et une autre en quatre tomes de Trotsky. Ses ouvrages, malgré leur sérieux, cherchaient d'abord à répondre à un problème concret de construction politique et s'attachaient toujours à rester accessibles en évitant un aspect trop académique.
Son autobiographie, A World to Win, a été publiée en 1999 et sa biographie par l'historien Ian Birchall en 2011.